# 松川虎生
松川 虎生（まつかわ こう、2003年10月20日 - ）は、大阪府阪南市出身のプロ野球選手（捕手）。右投右打。千葉ロッテマリーンズ所属。

## 経歴

### プロ入り前
阪南市立東鳥取小学校1年生のときに少年軟式野球チームのワンワンスポーツクラブで野球を始める。阪南市立鳥取東中学校在学時は硬式野球のクラブチームである貝塚ヤングに所属し、このチームで小園健太と出会う。元々は投手だったが、小園が投手をやっていたため、捕手を志願する。3年夏のヤングリーグ日本選手権で優勝した。
その後、貝塚ヤングでバッテリーを組んでいた小園と共に市立和歌山高校に進学。入部当初は主に三塁手としてプレーし、1年春からベンチ入りする。同年夏には1年生ながら4番に座った。その後は本職の捕手に復帰し、2年秋からチームの主将に就任。近畿大会でベスト4に進出し3年春の第93回選抜高等学校野球大会に出場した。同大会では2回戦で敗れたが、自身は2試合で4安打を放ち打率.571を記録した。同年夏は和歌山大会決勝まで勝ち上がったものの、決勝では後に同年の第103回全国高等学校野球選手権大会で優勝を果たした智弁和歌山に敗れ2季連続での甲子園出場はならなかった。その後、2021年8月30日に小園と共にプロ志望届を提出した。
2021年10月11日に行われたドラフト会議では千葉ロッテマリーンズから単独1位指名を受け、11月24日に契約金1億円、年俸1300万円で入団に合意した（金額は推定）。背番号は2。同校の小園も横浜DeNAベイスターズから1位指名され、同一高校のバッテリーが揃って1位指名されるのは初めてであった。

### ロッテ時代
2022年、正捕手である田村龍弘が開幕前に負傷したことで一軍に間に合わず、松川は3月25日の開幕戦東北楽天ゴールデンイーグルス戦（楽天生命パーク宮城）で「8番・捕手」で先発出場した。これは1955年の谷本稔（大映）、2006年の炭谷銀仁朗（西武）に次ぐ史上3人目の高卒新人捕手開幕スタメン、球団でも1955年の榎本喜八、1965年の山崎裕之、2019年の藤原恭大以来史上4人目となる高卒新人開幕スタメンとなった。試合も4-0の完封勝ちとなった。高卒新人捕手が出場しての開幕白星は1955年の大映・谷本稔以来、史上2人目。4月3日の埼玉西武ライオンズ戦（ZOZOマリンスタジアム）ではプロ初打点となる右中間への適時二塁打を放つなどチームの勝利に貢献し、松川も先発投手の佐々木朗希と共に2人揃って初のお立ち台に立った。同月10日、松川はオリックス・バファローズ戦（ZOZOマリンスタジアム）で再び佐々木朗希とバッテリーを組み、最終回までマスクをかぶり続け佐々木朗希の完全試合達成をアシストした。なお、完全試合捕手としては史上最年少、プロ通算7試合目は史上最少、かつ新人選手が務めたのは史上初の快挙であった。この佐々木朗と松川の完全試合は同年11月10日、「プロ野球における完全試合を達成したピッチャーとキャッチャーの最年少（合計年齢）」（記録数値:38歳330日）としてギネス世界記録に認定された。
7月6日、松川は高卒新人捕手として初のオールスターゲームにファン投票で選出された。高卒1年目ながら1度も登録を抹消されず、年間を通じて一軍に帯同し、76試合（先発捕手としては70試合）に出場した。オフに、1100万円増となる推定年俸2400万円で契約を更改し、高卒2年目の野手としては史上最高額となった。
2023年は、前年に続きシーズン開幕を一軍で迎えた。4月13日、2年目で初めて一軍登録を抹消された。シーズンで9試合出場と出場機会を大きく減らした。11月21日、400万円減となる推定年俸2000万円で契約を更改した。
2024年は、イースタン・リーグで44試合に出場し、打率.228を記録。しかし、一軍ではわずか2試合の出場にとどまった。オフに、300万円減となる推定年俸1700万円で契約を更改。契約更改の際には「1年を通してけがが多かった年になったと思う」「変わっていかないと1軍にいられないと思う」と心中を吐露するコメントを残した。

## 選手としての特徴
高校通算43本塁打を記録した強肩強打の捕手で、メディアからはたびたび「紀州のドカベン」と呼ばれている。
遠投110m、二塁送球1.8秒台後半の強肩を持ち合わせている。

## 人物
- 「虎生」という名前は、阪神タイガースがリーグ優勝を果たした2003年に生まれたことに由来する[25]。

- 大阪出身ではあるが、松川自身は大のロッテファンだったという[26]。

## 詳細情報

### 年度別打撃成績
| 年 度     | 球 団     | 試 合 | 打 席 | 打 数 | 得 点 | 安 打 | 二 塁 打 | 三 塁 打 | 本 塁 打 | 塁 打 | 打 点 | 盗 塁 | 盗 塁 死 | 犠 打 | 犠 飛 | 四 球 | 敬 遠 | 死 球 | 三 振 | 併 殺 打 | 打 率 | 出 塁 率 | 長 打 率 | O P S |
| --------- | --------- | ----- | ----- | ----- | ----- | ----- | -------- | -------- | -------- | ----- | ----- | ----- | -------- | ----- | ----- | ----- | ----- | ----- | ----- | -------- | ----- | -------- | -------- | ----- |
| 2022      | ロッテ    | 76    | 212   | 185   | 12    | 32    | 5        | 0        | 0        | 37    | 14    | 1     | 0        | 8     | 1     | 18    | 0     | 0     | 60    | 7        | .173  | .245     | .200     | .445  |
| 2023      | ロッテ    | 9     | 18    | 16    | 1     | 3     | 0        | 0        | 0        | 3     | 1     | 0     | 0        | 1     | 0     | 1     | 0     | 0     | 4     | 1        | .188  | .235     | .188     | .423  |
| 2024      | ロッテ    | 2     | 4     | 4     | 0     | 1     | 0        | 0        | 0        | 1     | 0     | 0     | 0        | 0     | 0     | 0     | 0     | 0     | 3     | 0        | .250  | .250     | .250     | .500  |
| 通算：3年 | 通算：3年 | 87    | 234   | 205   | 13    | 36    | 5        | 0        | 0        | 41    | 15    | 1     | 0        | 9     | 1     | 19    | 0     | 0     | 67    | 8        | .176  | .244     | .200     | .444  |

- 2024年シーズン終了時

### 年度別守備成績
| 年 度 | 球 団  | 捕手  | 捕手  | 捕手  | 捕手  | 捕手  | 捕手     | 捕手  | 捕手     | 捕手     | 捕手     | 捕手     |
| 年 度 | 球 団  | 試 合 | 刺 殺 | 補 殺 | 失 策 | 併 殺 | 守 備 率 | 捕 逸 | 企 図 数 | 許 盗 塁 | 盗 塁 刺 | 阻 止 率 |
| ----- | ------ | ----- | ----- | ----- | ----- | ----- | -------- | ----- | -------- | -------- | -------- | -------- |
| 2022  | ロッテ | 76    | 467   | 56    | 5     | 7     | .991     | 6     | 59       | 45       | 14       | .237     |
| 2023  | ロッテ | 9     | 47    | 6     | 0     | 0     | 1.000    | 0     | 5        | 5        | 0        | .000     |
| 2024  | ロッテ | 2     | 10    | 2     | 0     | 0     | 1.000    | 0     | 1        | 1        | 0        | .000     |
| 通算  | 通算   | 87    | 524   | 64    | 5     | 7     | .992     | 6     | 65       | 51       | 14       | .215     |

- 2024年度シーズン終了時[注 2]

### 表彰
- オールスターゲーム敢闘選手賞（2022年第2戦）
- 月間最優秀バッテリー賞：2回（2022年3・4月 投手：佐々木朗希、5月 投手：佐々木朗希）
- 千葉市特別表彰「新時代・ホームタウン感動賞」（2022年）[注 3]

### 記録
初記録
- 初出場・初先発出場：2022年3月25日、対東北楽天ゴールデンイーグルス1回戦（楽天生命パーク宮城）、「8番・捕手」で先発出場[12]
- 初打席：同上、3回表に則本昂大から二ゴロ[28]
- 初安打：2022年3月27日、対東北楽天ゴールデンイーグルス2回戦（楽天生命パーク宮城）、5回表に岸孝之から右前安打
- 初打点：2022年4月3日、対埼玉西武ライオンズ3回戦（ZOZOマリンスタジアム）、6回裏に渡邉勇太朗から右中間適時二塁打[14]
- 初盗塁：2022年9月13日、対北海道日本ハムファイターズ19回戦（ZOZOマリンスタジアム）、2回裏に三盗（投手：上沢直之、捕手：清水優心）[29]

オールスターゲームに関する記録
- 出場：1回（2022年）
- 高卒新人捕手がファン投票で選出：2022年 ※史上初[30]
- 高卒新人が安打：2022年第2戦、2回表に床田寛樹から右前適時打 ※史上5人目、18歳9か月で記録するのは史上最年少タイ[31]
- 高卒新人が打点：同上 ※史上3人目、18歳9か月で記録するのは史上最年少[31]

その他の記録
- 高卒新人捕手が開幕戦に先発出場 ※史上3人目、白星を挙げたのは史上2人目[32][注 4]
- 新人捕手が完全試合を達成した試合で捕手として出場：2022年4月10日、対オリックス・バファローズ3回戦（ZOZOマリンスタジアム）、佐々木朗希が完全試合達成時にフル出場 ※史上初[15][注 5]
- 捕手ゲーム20守備機会：同上、刺殺19・補殺1 ※史上最多[36][注 6]
- 捕手ゲーム19刺殺：同上 ※史上3人目3度目、パ・リーグ史上2人目2度目となる最多記録[36]
- 高卒新人捕手シーズン70試合先発出場：2022年 ※70試合以上に先発したのは1957年の醍醐猛夫（毎日）以来、2リーグ制後では5人目、ドラフト制後では史上最多[37]
- 新人シーズン長打率.200：同上 ※史上3番目の低さ、高卒ではワースト[37]

### 背番号
- 2（2022年 - ）

### 登場曲
- 「Tie Me Down」グリフィン（2022年）
- 「Heartbreak Heard Around the World（feat. T-Pain）」Jacob Latimore（2022年）
- 「マツケンサンバII」松平健（2023年）
- 「波乗りジョニー」桑田佳祐（2023年 - ）

## 関連情報

### 出演

#### テレビ
- しゃべくり007（2023年1月23日、日本テレビ）

#### CM
- ロッテ「GEAR」（2022年）[38]